# Hair Nah
Hair Nah est un jeu vidéo créé par la designeuse et directrice artistique américaine Momo Pixel, où le personnage principal est une femme noire dont le but est de repousser les mains des personnes qui veulent toucher ses cheveux. Le jeu vidéo est créé en réaction aux comportements de nombreuses personnes qui touchent les cheveux des femmes noires sans leur consentement.

## Déroulement
Le joueur ou la joueuse doit choisir l'apparence (couleur de peau et coupe de cheveux) de son personnage de femmes noire, nommée Aeva, puis empêcher par la suite à l'aide de la souris ou du clavier plusieurs mains de l'atteindre, dans différents contextes de voyage,. Une fois le jeu terminé, il précise que l'expérience ne s'arrête pas pour les femmes noires dans la vraie vie, pour lesquelles ce problème demeure courant. Le jeu est volontairement difficile.

## Univers
Le graphisme emprunte à l'univers du pixel art. Sa créatrice incite à un usage plus massif de la couleur. Le jeu est en partie inspiré de Leo’s Red Carpet Rampage, un jeu impliquant Leonardo DiCaprio.
Le message du jeu (« ne touchez pas les cheveux des femmes noires sans leur consentement ») se retrouve également dans d'autres œuvres comme la chanson Don't Touch My Hair de Solange Knowles. 

## Développement
Le jeu vidéo a été développé par Momo Pixel avec un animateur ou une animatrice et deux développeurs ou développeuses sur une durée de dix mois. 

## Réception
En quelques jours, le nombre de joueurs et joueuses atteint 30 000.